# Bdellovibrio
El Bdellovibrio és una proteobacteri, microaeròfila gram negatiu.
Es tracta d'un vibroide amb un flagel polar que viu en aigües de tota classe. El seu cicle de vida és únic en bacteris, durant unes quatre hores.
- FASE 1: Bacteri depredador d'altres gram negatives (extracelular).

Col·lideix amb elles per l'extrem oposat al flagel i gira a 200 rpm produint un porus en la paret del bacteri parasitada (normalment Escherichia coli o Spirillum), per on penetra i contacta amb el protoplasma, on s'instal·la i allibera enzims que digereixen la paret cel·lular. Es forma així el bdelloblast, sense paret cel·lular (guarda algunes regions que la fan resistent al xoc osmòtic).
- FASE 2: Fase reproductiva (intracel·lular).

El material citoplàsmic del bacteri parasitada s'usa com a nutrients. El bdelloblast s'allarga i es divideix per fissió múltiple sent les seves cèl·lules filles vibroides amb flagel polar que trenquen la membrana plasmàtica i surten a l'exterior, començant de nou el cicle.
Si la cèl·lula parasitada és E.coli, sortiran 4-6 cèl·lules filles, si és Spirillum sortiran 20-30 cèl·lules filles.